# Diacetileno
Diacetileno (también conocido como butadiino) es el compuesto orgánico con la fórmula C4H2. Es el compuesto más simple que contiene dos enlaces triples. Es el primero en la serie de poliacetilenos, que son de interés teórico pero no práctico.

## Ocurrencia
El diacetileno ha sido identificado en la atmósfera del satélite Titán y en la nebulosa protoplanetaria CRL 618 por su característico espectro vibratorio. Se propone que surja de una reacción entre el acetileno y el radical etinilo (C2H), que se produce cuando el acetileno se somete a fotólisis. Este radical, a su vez, puede atacar el triple enlace del acetileno y reaccionar eficazmente incluso a bajas temperaturas. También se ha detectado diacetileno en la Luna.

## Preparación
Este compuesto se puede producir por dehidrohalogenación de 1,4-dicloro-2-butino por hidróxido de potasio, en medio alcohólico, a ~70 °C:
ClCH2C≡CCH2Cl + 2 KOH → HC≡C−C≡CH + 2 KCl + 2 H2O
El derivado bis(trimetilsilil)-protegido puede ser preparado por acoplamiento de Glaser de (trimetilsilil)acetileno:
2 Me3Si−C≡CH → Me3Si−C≡C−C≡C−SiMe3

## Lectura adicional
- Maretina, Irina A; Trofimov, Boris A (2000). «Diacetylene: a candidate for industrially important reactions». Russian Chemical Reviews 69 (7): 591. doi:10.1070/RC2000v069n07ABEH000564.

- Datos: Q422802
- Multimedia: Diacetylene / Q422802